# 贵州锥
贵州锥（学名：Castanopsis kweichowensis）为壳斗科锥属下的一个种。其种加词“kweichowensis”意为“贵州的”。